# Joseph Luke Cecchini
Joseph Luke Cecchini, noto Joe (Trail, 25 maggio 1982) è uno skeletonista canadese naturalizzato italiano.

## Biografia
È nato e cresciuto in Canada, dove suo nonno e la famiglia emigrarono da Gabicce Mare e ha gareggiato per il Canada prima di scegliere la nazionalità sportiva italiana nel 2013.
Pratica lo skeleton dal 2008, iniziando a gareggiare per la squadra nazionale canadese e debuttando in Coppa Nordamericana nella stagione 2007/08; dopo essere passato a gareggiare per la nazionale italiana, terminò al quarto posto in classifica generale al termine dell'annata 2016/17. 
Esordì in Coppa del Mondo all'avvio della stagione 2013/14, il 13 dicembre 2013 a Lake Placid, dove si piazzò in sedicesima posizione. Il suo miglior risultato nel singolo in una tappa di Coppa del Mondo è la dodicesima piazza raggiunta a Soči a febbraio del 2015 mentre in classifica generale detiene quale miglior piazzamento il ventiquattresimo posto ottenuto nel 2014/15.
Ha rappresentato l'Italia ai Giochi olimpici di Pyeongchang 2018, concludendo la gara del singolo al ventisettesimo posto.
Prese inoltre parte a quattro edizioni dei campionati mondiali, totalizzando quale miglior risultato nel singolo il venticinquesimo posto ottenuto in due occasioni: a Schönau am Königssee 2017 e a Whistler 2019.
Nelle rassegne europee non è andato oltre il diciottesimo posto raggiunto nell'edizione di Sankt Moritz 2016.

## Palmarès

### Coppa del Mondo
- Miglior piazzamento in classifica generale nel singolo: 24º nel 2014/15.

### Circuiti minori

#### Coppa Intercontinentale
- Miglior piazzamento in classifica generale: 12º nel 2014/15.

#### Coppa Nordamericana
- Miglior piazzamento in classifica generale: 4º nel 2016/17;
- 9 podi (tutti nel singolo):
  - 2 vittorie;
  - 2 secondi posti;
  - 5 terzi posti.